# ひだか東農業協同組合
ひだか東農業協同組合（ひだかひがしのうぎょうきょうどうくみあい、英称：JA Hidakahigashi ）は、北海道浦河郡浦河町に本所を置く農業協同組合である。略称はJAひだか東。当農協の営業地区は浦河町及び様似町、えりも町の日高振興局東部一円である。信用事業を行っていないため、専門農協に括られる。

## 概要
1991年（平成3年）浦河町農協、様似町農協、えりも町農協の合併により、ひだか東農協が発足する。2020年（令和2年）、信用事業を北海道信用農業協同組合連合会（JA北海道信連）に譲渡し廃止。同連合会のひだか東代理店を受託し、当組合本所に代理店の貯金勘定を設置、当組合4事業所でもひだか東代理店の窓口業務を実施。融資などは、信連が直接対応する形となった。
軽種馬の生産が半数を占め、次いでイチゴ・米等の農産品が生産されている他、和牛の生産も行われている。
- 組合員数1,796人（正組合員 597人、准組合員 1,199人）[2]

## 事務所の一覧
- 本所   （浦河郡浦河町堺町東2丁目5-5）
- 荻伏事業所　（浦河郡浦河町荻伏町494-16）
- 幌別事業所　（浦河郡浦河町字西幌別258-2）
- 様似事業所　（様似郡様似町緑町70）
- えりも営農センター　（幌泉郡えりも町字本町83-2）

## 子会社
- 有限会社グリーンサポートひだか東
- 有限会社優駿サポート